# Elberfeld
Elberfeld er en bydel i Wuppertal , i den tyske delstat Nordrhein-Westfalen som ind til 1929 var en selvstændig by, der i 1928 	var beboet af 173.235 mennesker.
Kemi- og farmakoncernen Bayer AG havde sit sæde i Elberfeld fra 1878 og frem til 1912, da man flyttede til Leverkusen.